# Michael Frendo

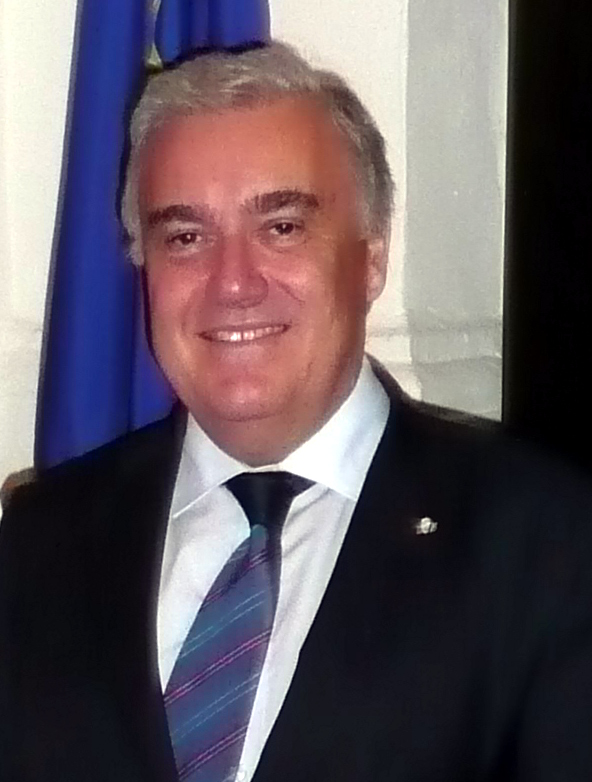
Michael Frendo

Michael Frendo (* 29. Juli 1955) ist ein maltesischer Politiker, ehemaliger Außenminister und Sprecher des Repräsentantenhauses.

## Biografie
Frendo studierte Rechtswissenschaft an der Universität Malta und graduierte 1977. Im Anschluss studierte er an der Universität Exeter. Er gehört seit 1987 für die Partit Nazzjonalista dem Repräsentantenhaus an. In früheren Kabinetten hatte er verschiedene Ministerposten inne. So war er von 1992 bis 1994 Minister für Jugend und Kunst, sowie von 1994 bis 1996 Minister für Verkehr, Kommunikation und Technologie. Von 2004 bis 2008 war er maltesischer Außenminister. Nach den Parlamentswahlen vom 8. März 2008 schied er aus dem Kabinett aus und wurde durch den bisherigen Innen- und Justizminister Tonio Borg als Außenminister abgelöst.
Frendo spricht neben Maltesisch und Englisch auch Französisch und Italienisch. Er ist verheiratet und hat drei Kinder.
Am 29. April 2010 wurde er Sprecher des Repräsentantenhauses und damit Nachfolger von Louis Galea als Parlamentspräsident. Dieses Amt hatte er bis in den April 2013 hinein inne, als er wiederum von Angelo Farrugia abgelöst wurde.